# 弗朗兹·莱特
弗兰兹•莱特(Franz Wright)生于1953年，是美国著名诗人詹姆斯•莱特之子。他与其父是唯一一对在相同领域获得普利策奖的父子。

出版诗集包括Midnight Postscript(1993)、Rorschchach Test(1995)、God’s Silence(2006)等等。曾經獲得美国国家艺术基金。